# Городское поселение Сычёво
Городско́е поселе́ние Сычёво — упразднённое муниципальное образование в Волоколамском районе Московской области.
Административный центр — посёлок городского типа Сычёво.

## География
Расположено в восточной части Волоколамского района. Граничит с сельскими поселениями Спасское и Чисменское, а также с сельским поселением Новопетровское Истринского района и сельским поселением Волковское Рузского района. Площадь территории городского поселения — 58,17 км².

## История
Городское поселение Сычёво образовано 1 января 2006 года в соответствии с Законом Московской области от 11.01.2005 № 1/2005-ОЗ «О статусе и границах Волоколамского муниципального района и вновь образованных в его составе муниципальных образований». В его состав вошли рабочий посёлок Сычёво и 9 населённых пунктов трёх упразднённых административно-территориальных единиц — Аннинского, Судниковского и Чисменского сельских округов Волоколамского района Московской области.
24 мая 2019 года все городские и сельские поселения Волоколамского муниципального района упразднены и объединены в новое единое муниципальное образование — Волоколамский городской округ.

## Население
| 2006  | 2007  | 2008  | 2009  | 2010  | 2011  |
| ----- | ----- | ----- | ----- | ----- | ----- |
| 3250  | ↘3220 | ↘3155 | ↗3220 | ↘3134 | ↘3096 |
| 2012  | 2013  | 2014  | 2015  | 2016  | 2017  |
| →3096 | ↘3047 | ↘3018 | ↘3011 | ↘2968 | ↘2914 |
| 2018  | 2019  |       |       |       |       |
| ↘2887 | ↘2843 |       |       |       |       |

### Урбанизация
В городских условиях (рабочий посёлок Сычёво) проживают  111,04 % населения поселения.

## Состав городского поселения
| №  | Населённый пункт | Тип населённого пункта                  | Население |
| -- | ---------------- | --------------------------------------- | --------- |
| 1  | Высоково         | деревня                                 | ↗1        |
| 2  | Данилково        | деревня                                 | ↘0        |
| 3  | Копытцево        | деревня                                 | ↘1        |
| 4  | Новопавловское   | деревня                                 | →0        |
| 5  | Себенки          | деревня                                 | ↗7        |
| 6  | Сычёво           | рабочий посёлок, административный центр | ↗3157     |
| 7  | Федюково         | деревня                                 | ↗10       |
| 8  | Хорошово         | деревня                                 | →0        |
| 9  | Шелудьково       | деревня                                 | ↘0        |
| 10 | Язвище           | село                                    | ↘10       |

## Местное самоуправление
Глава городского поселения — Нагорный Алексей Роальдович. Председатель совета депутатов — Бушуев Виталий Руфович.
Адрес администрации городского поселения: 143611, Московская область, Волоколамский район, посёлок Сычево, ул. Школьная, д. 3.